# Voleibol de praia nos Jogos Olímpicos de Verão de 1996
As competições de voleibol de praia nos Jogos Olímpicos de Verão de 1996 ocorreu entre 23 e 28 de setembro. O local de disputa foi na arena construída em Jonesboro, no estado da Geórgia.

## Eventos
Dois eventos da modalidade distribuíram medalhas nos Jogos:
- Torneio masculino (24 duplas)
- Torneio feminino (24 duplas)

## Medalhistas
No torneio masculino, os estadunidenses Karch Kiraly e Kent Steffes conquistaram o ouro para o país ao superarem Michael Dodd e Mike Whitmarsh, também dos Estados Unidos, na final. A dupla canadense John Child e Mark Heese levou a melhor na disputa pelo bronze frente aos portugueses João Brenha e Miguel Maia.
No torneio feminino, as brasileiras Jaqueline Silva e Sandra Pires conquistaram o ouro para o país ao superarem Mônica Rodrigues e Adriana Samuel, também do Brasil, na final. A dupla australiana Natalie Cook e Kerri Pottharst levou a melhor na disputa pelo bronze frente às estadunidenses Barbra Fontana e Linda Hanley.
| Evento             | Ouro                                         | Prata                                          | Bronze                                     |
| ------------------ | -------------------------------------------- | ---------------------------------------------- | ------------------------------------------ |
| Masculino detalhes | Karch Kiraly Kent Steffes USA Estados Unidos | Michael Dodd Mike Whitmarsh USA Estados Unidos | John Child Mark Heese CAN Canadá           |
| Feminino detalhes  | Jaqueline Silva Sandra Pires BRA Brasil      | Mônica Rodrigues Adriana Samuel BRA Brasil     | Natalie Cook Kerri Pottharst AUS Austrália |

## Quadro de medalhas
| Ordem | País               | Medalha de ouro | Medalha de prata | Medalha de bronze |   | Ordem por total |
| ----- | ------------------ | --------------- | ---------------- | ----------------- | - | --------------- |
| 1     | BRA Brasil         | 1               | 1                |                   | 2 | 1               |
|       | USA Estados Unidos | 1               | 1                |                   | 2 | 1               |
| 3     | AUS Austrália      |                 |                  | 1                 | 1 | 3               |
| 4     | CAN Canadá         |                 |                  | 1                 | 1 | 3               |
| TOTAL | TOTAL              | 2               | 2                | 2                 | 6 | —               |